# Envy (film 1917)
Envy è un film muto del 1917 diretto da Richard Ridgely. Primo episodio di Seven Deadly Sins, una serie di sette film dedicati ai sette peccati capitali.

## Trama
Ragazza di campagna, Eve invidia la vita che lei crede splendida e felice di Betty, una famosa attrice. In realtà, la povera Betty è perseguitata dalle disgrazie. Da anni è alla ricerca di un uomo misterioso, un brutto tipo senza scrupoli ma, fino a quel momento, senza risultati. Il medico che l'ha in cura, le consiglia di lasciare le scene e lei desidera ardentemente una vita semplice come quella di Eve. Adam Moore, un ricco giovanotto amico di entrambe e in rapporti intimi con l'attrice, parla spesso con Eve di Betty . Quest'ultima, mentre è in auto con Stanton Skinner, ha uno svenimento e viene portata a casa di Eve. Le due diventano amiche. Nella vita di Betty riappare all'improvviso Rocco Irwin, l'uomo che lei ha cercato per anni e che ora tenta di derubare Stanton. Viene però catturato. Betty lo implora, ma lui le prende i soldi, la picchia e la lascia come morta. Nel frattempo Stanton, che si è innamorato di Eve, la invita sul suo panfilo, dove ha uno scontro con Rocco che li aveva seguiti fin lì. Stanton gli rivela che Betty è sua sorella e l'altro, allora, cerca di ucciderlo, mentre Eve non sa dove nascondersi. Betty, dopo essersi ripresa, si mette sulle tracce di Eve insieme ad Adam. Messa in salvo, Eve si rende conto di non invidiare più la vita brillante di Betty, ma di amare, più semplicemente, Stanton.

## Produzione
Il film fu prodotto dalla McClure Publishing Co.

## Distribuzione
Il copyright del film, richiesto dalla The McClure Publications, Inc., fu registrato il 20 gennaio 1917 con il numero LP10497. Distribuito dalla Triangle Distributing, il film uscì nelle sale cinematografiche statunitensi il 29 gennaio 1917.
Non si conoscono copie ancora esistenti della pellicola che viene considerata presumibilmente perduta.